# Anisodes torsivena
Anisodes torsivena là một loài bướm đêm trong họ Geometridae.